# 平澤貞二郎
平澤 貞二郎（ひらさわ ていじろう、1904年1月5日 - 1991年8月20日）は、日本の実業家・詩人である。

## 人物
平澤貞二郎は福井県坂井市三国町の仏壇屋に生まれ、15歳の時に上京した。1921年に東京府立商業学校（現・東京都立第一商業高等学校）を卒業したのち、大沢商会や報知新聞社などに勤務した。その傍らで詩の創作活動に励み、1925年に萩原朔太郎や室生犀星らが出していた雑誌『感情』の流れを汲んだ『帆船』に参加したり、1927年に詩誌『金蝙蝠』を創刊したり、1928年に詩集『街の小民』を出版したり、1930年にはプロレタリア詩誌合同のプロレタリア詩人会の委員長に就任して機関誌『プロレタリア詩』を13号まで刊行したりするなど、1920年から1930年代頃にはプロレタリア詩人として活動している。しかし、戦時中の国家統制による弾圧によって1936年に詩作を断念し、実業家一筋で専念するようになった。1937年に電気材料を扱う三国商会を創立し、戦後の1947年には電子機器会社・協栄産業株式会社を設立し、代表取締役になるなどして成功を収めた。これは1962年に両社ともが東証二部上場会社となったことからもいえる。

## H氏賞
1950年、旧知の仲であった友人の村野四郎と新橋から銀座へ向かう雑踏の中で偶然再会した平澤は、結成されたばかりで資金面での窮状にあった「現代詩人会」（現・日本現代詩人会)の状況を聞き、私財を投じて、同会に対して当時としては大金であった1万円（映画1本の入場料が80円の時代）を毎年継続的に寄付することを申し出た。この資金を元手に1951年、詩を目指す新人のための文学賞「H賞」（当時）が創設された。同賞は平澤が匿名を希望したため、そのイニシャルを冠した名前になった。しかし、賞が有名になるにつれて、「佐藤春夫がH氏なのではないか」（Haruo Satoから）などの声が出始めたため、村野は1965年1月6日付の日本経済新聞の「交遊抄」の中で、平澤こそがH氏であることを明かした。同年5月の第15回H氏賞授賞記念「五月の詩祭」において、平澤は公の場でH氏賞の生みの親として正式に挨拶をするとともに、信託基金を設定することなどを表明した。この基金は1985年に、正式に公益信託平澤貞二郎記念基金となった。